# Église Saint-Vulgan d'Estourmel
L'église Saint-Vulgan est l'église catholique du village d'Estourmel dans le département français du Nord en région Hauts-de-France. Elle dépend de l'archidiocèse de Cambrai et de la paroisse rurale Saint-Joseph en Cambrésis.
L'église est consacrée à saint Vulgan, ermite anglais du VIIe siècle, évangélisateur des environs de Boulogne et de Thérouanne, et patron de Lens.

## Histoire
L'église médiévale est démolie sous le Second Empire, car jugée trop petite et vétuste. Une nouvelle église plus vaste est construite en 1866 en architecture néo-romane, grâce aux dons de la famille Bricout, dont la chapelle funéraire (inscrite aux monuments historiques en 1990) se trouve juste à l'entrée du cimetière à droite de l'allée menant à l'église.

## Description

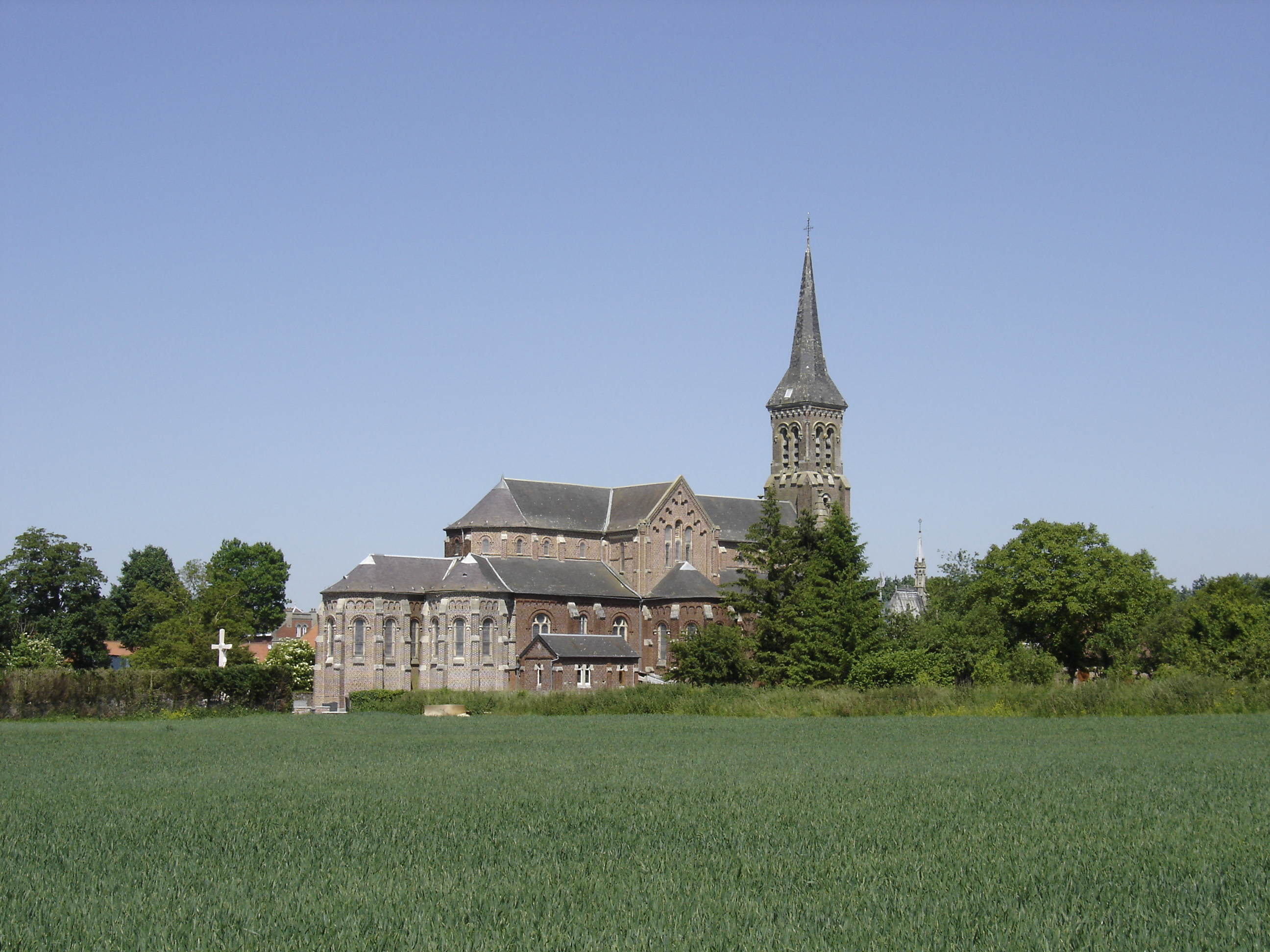
Vue de l'église d'Estourmel.

L'église de briques, de plan en croix latine et à encorbellements de pierre calcaire, est percée de fenêtres géminées et surplombé d'un haut clocher-porche de 41 mètres de hauteur, flanqué de tourelles hexagonales. Ses voûtes néo-romanes présentent d'élégantes arcades. Le portail, le tympan et les colonnettes sont en pierre de Creil. Sa flèche est recouverte d'ardoises et couronnée d'une croix sur laquelle est juché le coq de saint Pierre,
L'intérieur est remarquable avec ses larges arcades et ses arcs doubleaux. Il abrite les gisants des marquis d'Estourmel. Lorsque Gilles-Rembold Creton d'Estourmel, gouverneur de Saint-Quentin meurt en 1522, son fils Jean lui fait ériger un tombeau, surmonté de son gisant, ainsi que celui de son épouse Élayne de Noyelles, morte en 1518. Gilles d'Estourmel est en armes, un gantelet à son côté et un lion aux pieds. Son épouse pose les pieds sur une levrette. Le époux sont séparés par un écu frappé d'une croix. Sous la Révolution, le tombeau est caché par le marquis Louis d'Estourmel. Il est offert par sa fille à la commune.

## Galerie

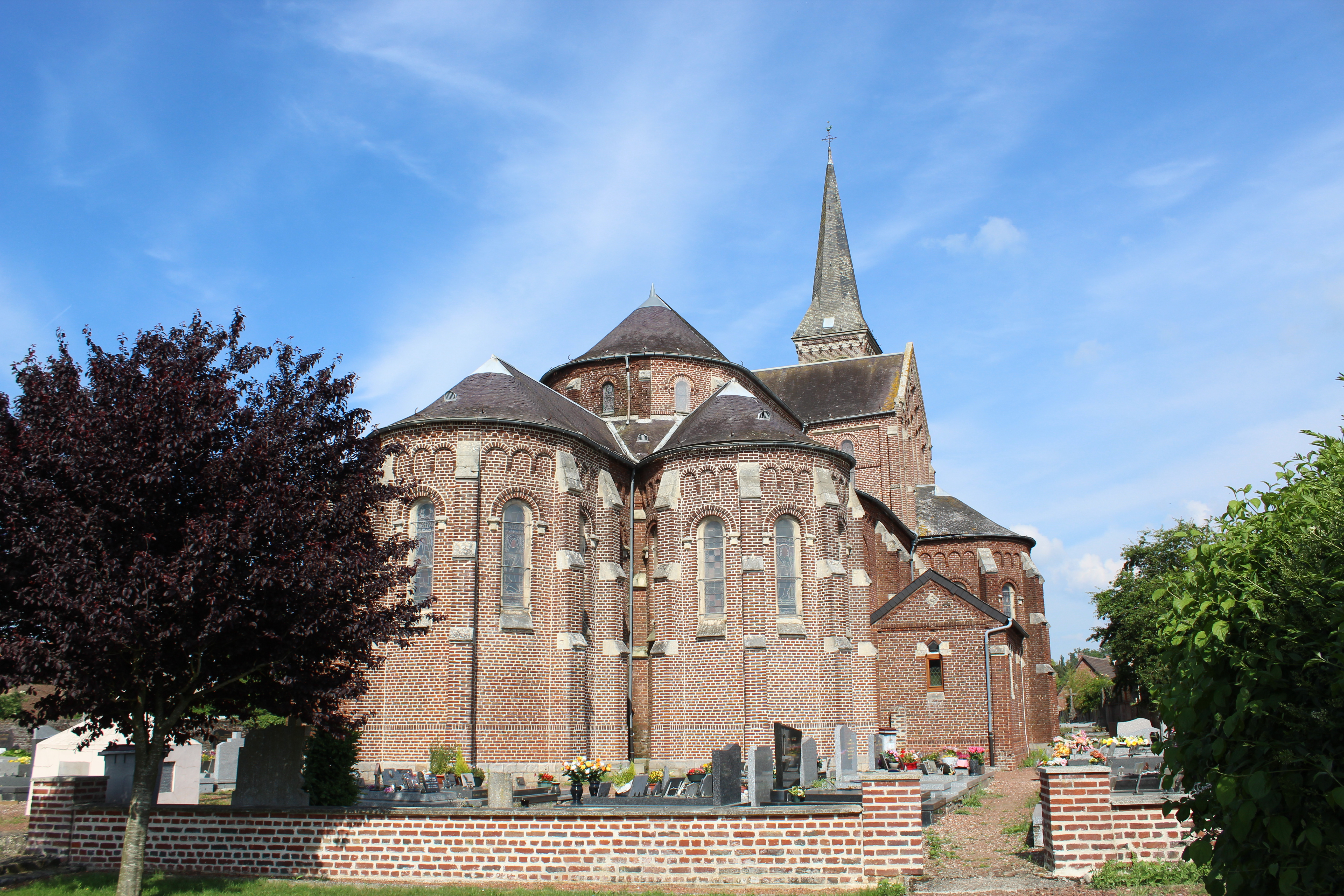
Vue de l'église depuis le cimetière.
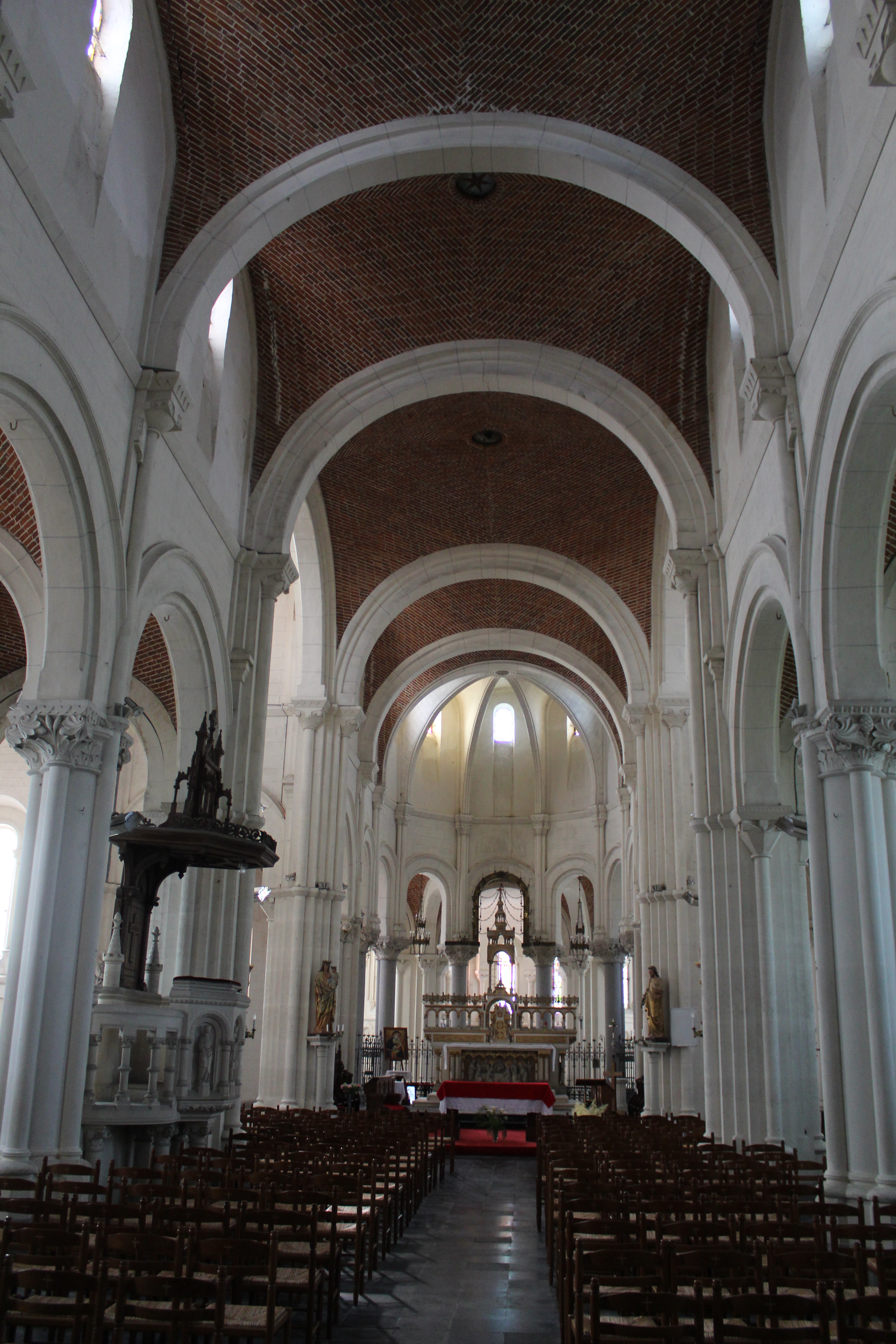
La nef.
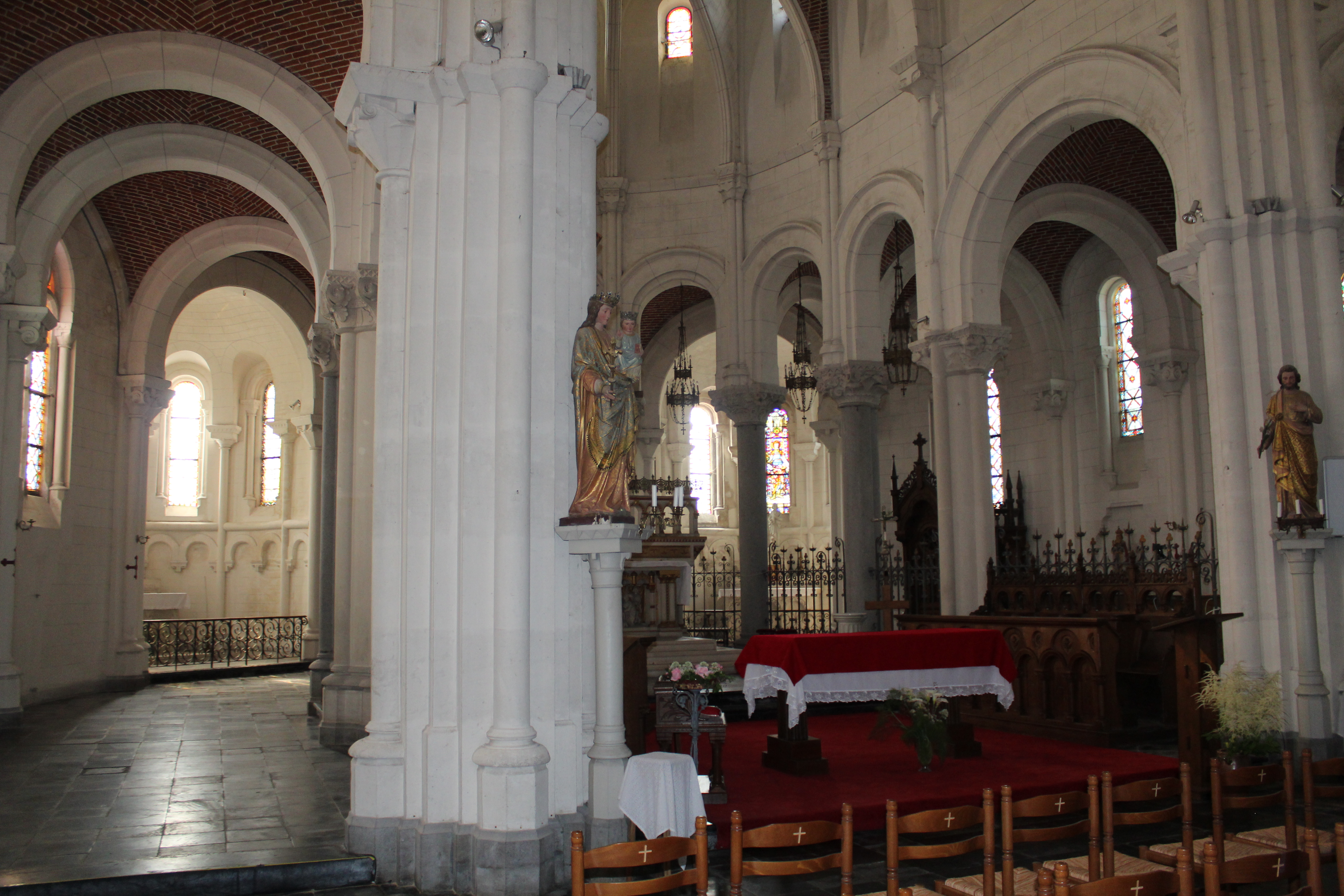
Le bas-côté.
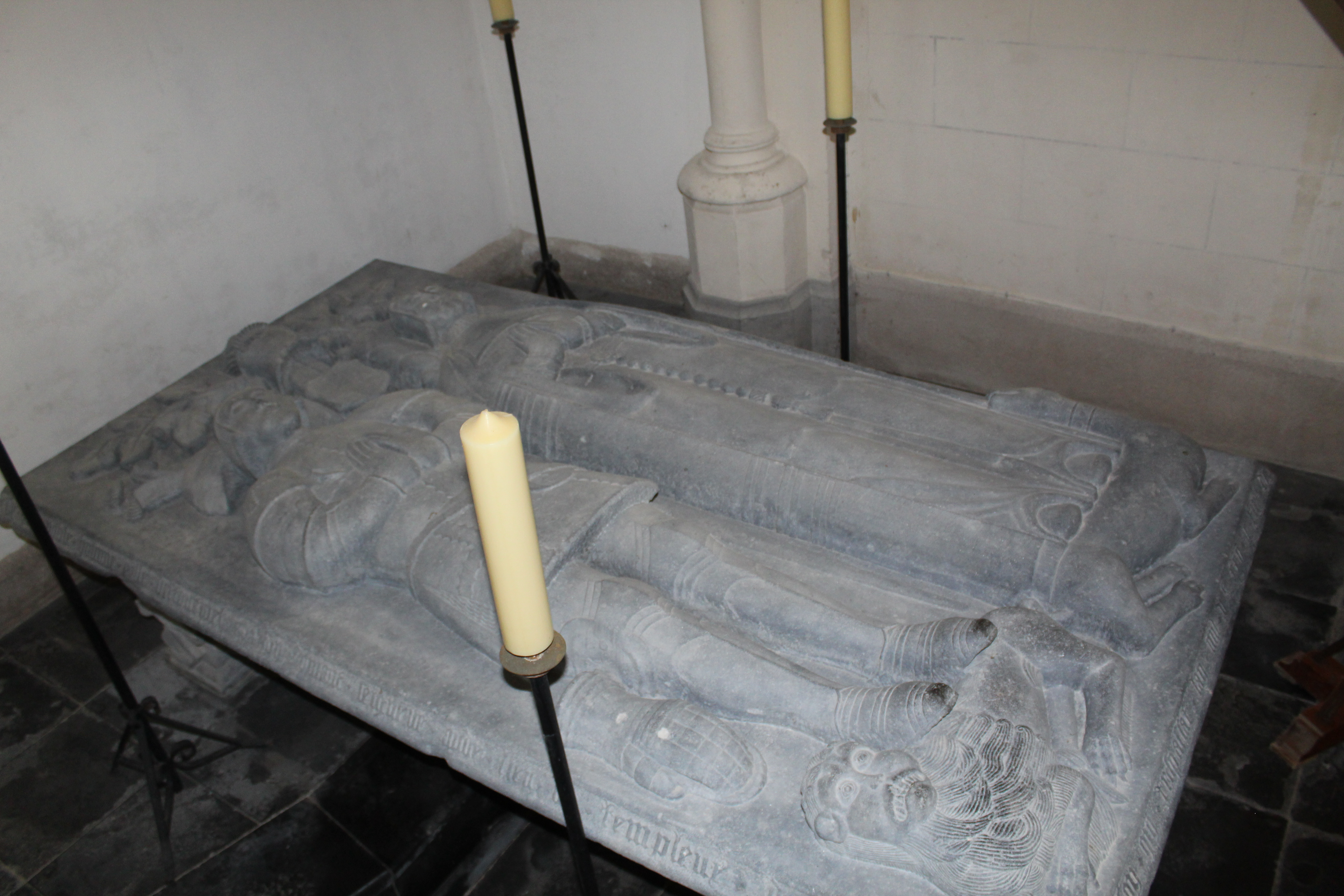
Les Gisants.